# Stazione di Milano Porta Sempione
Stazione di Milano Porta Sempione vasútállomás Olaszországban, Milánóban.

## Vasútvonalak
Az állomást az alábbi vasútvonalak érintik:
- Mortara–Milánó-vasútvonal

## Kapcsolódó állomások
A vasútállomáshoz az alábbi állomások vannak a legközelebb: